# Хуго Јункерс
Хуго Јункерс (Рејт, 3. фебруар 1859 – 3. фебруар 1935) је био немачки инжењер и пројектант авиона. Обично се сматра пиониром у пројектовању авиона и летећи крила направљених у потпуности од метала. Био је оснивач компаније Јункерс и ослонац немачке индустрија авиона у годинама између Првог и Другог светског рата. Нарочито су његови вишемоторски путнички и теретни авиони израђени у потпуности од метала помогли успостављање ваздушног саобраћаја у Немачкој и у свету. Иако је његово презиме везано за неке од најуспешнијих немачких војних авиона из Другог светског рата, сам Хуго Јункерс није имао ништа са њиховим развојем. Њега је нацистичка влада 1934. године истиснула из властите компаније и преминуо је 1935.
Осим авиона, Јункерс је такође израђивао дизел и бензинске моторе и држао је бројне патенте у областима термодинамике и металуригије. Био је један од главних спонзора покрета Баухаус и убрзао је прелазак Баухауса 1925. године из Вајмара у Десау (где се налазила његова фабрика).
Међу најзначајнијим делима његове каријере били су Јункерс J 1 из 1915. (први практични авион на свету израђен у потпуности од метала), Јункерс F 13 из 1919 (први путнички авион на свету израђен у потпуности од метала), Јункерс W 33 (који је направио прво успешно прелажење Атлантског океана са истока ка западу), Јункерс G 38 "летеће крило", и Јункерс Ju 52, један од најпознатијих путничких авиона током 1930их.